# عيشان (ذمار)
عيشان هي إحدى قرى الجمهورية اليمنية. تتبع جغرافيا لمحافظة ذمار و إداريًا لمديرية جهران. يبلغ تعداد سكانها 1485 نسمة حسب الإحصاء الذي أجري عام 2004.